# سیارک ۱۴۰۷۱
سیارک ۱۴۰۷۱ (به انگلیسی: 14071 Gadabird، نامگذاری:1996JK13) چهارده هزار و هفتاد و یکمین سیارک کشف شده‌است که در ۱۱ مه ۱۹۹۶ کشف شد.
قدر مطلق سیارک برابر ۲۲.۴ است.